# Georgsmarienhütte
Georgsmarienhütte är en stad i distriktet Osnabrück i det tyska förbundslandet Niedersachsen. Staden finns i Teutoburgskogen cirka 7 km söder om Osnabrück. Invånartalet är cirka 32 000.
Staden är uppkallad efter Georg V av Hannover och hans hustru Marie av Sachsen-Altenburg.

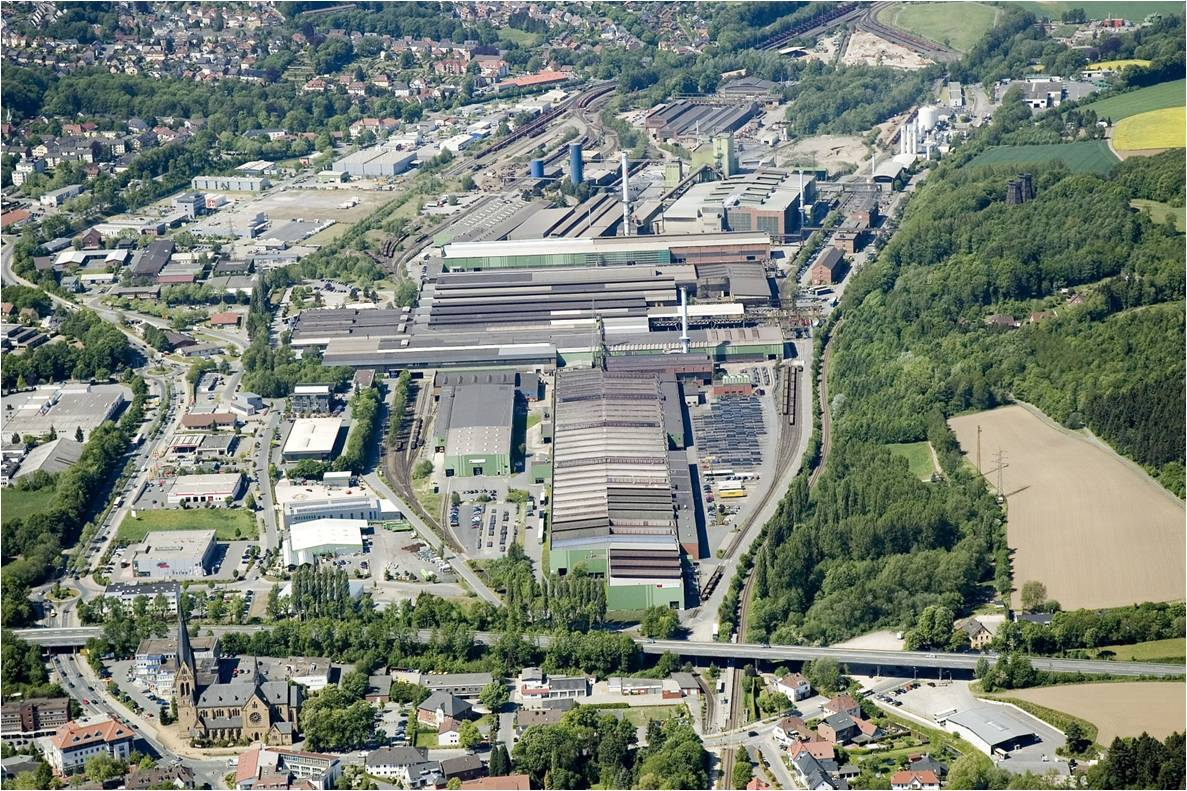
Stålverket och delar av övriga staden